# Saint-Couat-du-Razès
Saint-Couat-du-Razès es un pequeño pueblo y comuna francesa, situada en el departamento del Aude en la región de Languedoc-Roussillon.
A sus habitantes se les conoce en idioma francés por el gentilicio Coatiens.

## Demografía
| 55 | 44 | 43 | 56 | 46 | 49 |
| Para los censos de 1962 a 1999 la población legal corresponde a la población sin duplicidades (Fuente: INSEE [Consultar]) |    |    |    |    |    |

(Población sans doubles comptes según la metodología del INSEE).